# Jang Minho
Jang Minho (en coréen : 장민호), est un chanteur, danseur et acteur sud-coréen.
Il a participé à l'émission d'audition TV Chosun (en) Mr. Trot (en), se classant au sixième rang. En conséquence, il est devenu populaire à l'échelle nationale.

## Biographie

### Jeunesse
Minho est né à Busan le 11 septembre 1977 et a déménagé à Incheon alors qu'il était petit. Il est le plus jeune des trois frères et sœurs. Il a un frère et une sœur. Lorsqu'il était élève du secondaire, il se rendit à Séoul pour devenir acteur et modèle pour TV CM. Minho parle couramment le chinois.

### Carrière
Minho a commencé sa carrière musicale en 1997 en tant que chef du groupe d'idoles coréens U-BeS (en), à ce moment-là il a utilisé son nom de naissance, Jang Hogeun. Il a passé un an avant ses débuts comme stagiaire pour la pratique du chant et de la danse avec les membres de son groupe. Le groupe a sorti deux albums réguliers, mais a été dissous en raison de mauvaises ventes d'albums et de désaccords avec l'agence. Plus tard, Minho a révélé lors d'un entretien qu'ils avaient été battus par le chef de l'agence. L'heure officielle du démantèlement des U-Bes n'a jamais été annoncée mais est estimée au début de 1999.
Après six ans d'interruption, il a formé un duo de ballades Baram (signifiant vent en coréen) en 2004 avec l'album Just like a wind. Il a commencé à utiliser le nom de scène Jang-goon. Son Dam-bi avant ses débuts est apparu dans leur vidéo de musique To Love (사랑하다). Baram n'a pas réussi en Corée, bien qu'ils aient reçu une certaine attention en Chine.
Il a fait son service militaire obligatoire en 2007. En 2011, après un an de préparation, il sort son premier single trot, Love you, Nuna en utilisant son nom actuel de scène Jang Minho. Son premier single trot a échoué. En 2012, il a participé à l'audition de KBS 'Dernière audition de ma vie (ko)' et a remporté le concours avec le chanteur-parolier, LEN en duo. Malgré la victoire de Minho et LEN, KBS n'a pas fait de soutien comme ils l'avaient promis pour les gagnants finaux du spectacle. Bien que l'album n'ait pas reçu beaucoup d'attention comme sorti, la chanson titre The Man Says (en) a commencé à gagner en popularité et est devenu sa chanson signature. La chanson lui a valu un surnom omtongnyong (mot composé de la mère et du président).
En 2020, il est finaliste de l’émission de télé-réalité M. Trot (en), se classant sixième. M. Trot a dépassé la cote d'écoute de 30 pour cent, la cote la plus élevée étant de 35.7 pour cent et plus de 7,7 millions de votes textuels ont été exprimés au cours de la programmation de deux heures, un record pour les auditions télévisées. En raison de sa popularité après la compétition, il a gagné la première place dans un sondage à "Choisir le meilleur chanteur de trot" avec 294,730 voix. De plus, il s'est classé au 15e rang de la réputation de la marque Singer en juillet 2020. La même année, il crée sa chaîne YouTube et gagne plus de 20 000 abonnés en 2 heures.
Il est également un modèle publicitaire et un porte-parole. Selon Ildong Foodis (ko), ils ont augmenté les ventes de produits de 7,8 milliards de KRW en l'engageant comme modèle.
Minho s'est joint à la distribution principale de Romantic Call Centre (en) et de Ppongsoongah School (ko), les émissions de variétés de suivi de M. Trot (en).
Des chanteurs populaires comme Heo Sol-ji ou Crush ont joué dans le Romantic Call Centre (en).

### Autres faits
Il parraine trois enfants par Compassion Korea (한국컴패션) depuis 2009. Il est également membre actif de Compassion Band depuis 2006.
Il écrit des paroles et compose des chansons. Il a écrit les paroles de la chanson de son compatriote Namboong Moonjeong Goodbye my youth(잘있거라 내청춘) avec le compositeur JMStyle. Il a écrit les paroles et co-écrit sa chanson Il connaît mon nom(내 이름 아시죠) en pensant à son père décédé.
Le 21 mars 2021, ses fans fêtaient le 10e anniversaire de ses débuts du trot. Ils ont affiché des annonces de félicitations sur les panneaux d'affichage des arrêts d'autobus, des stations de métro, des centres commerciaux, etc. Ses fans outre-mer ont même envoyé des vidéos de félicitations à Times Square, à New York,

## Discographie

### Albums studios
- 2017 – Drama (Jang Minho album) (en) (장민호 드라마)

### Extended play
- 2013 – The Man Says (en) (남자 는 말합니다)

### Singles
- 2011 – Love You, Nuna
- 2017 – Driving Route 7
- 2019 – The Man Says (New Ver.) (남자는 말합니다)
- 2020 – Read and Ignored (읽씹 안읽씹)
- 2020 – Hit the Jackpot (대박 날 테다), poure la bande-son de la série Kkondae Intern (en) (꼰대인턴)
- 2021 – That's Life (사는 게 그런 거지)

## Awards
- Lauréat du premier prix en 2015, Korea Talent Donation Awards
- Le prix Luke de l'année 2015, 3 ° Korea Creative Art Awards, categoria Musica popolare
- Le prix Luke de l'année 2015, Korea Star Art Awards, categoria Trot
- Palette Distinction attribuée en 2017, Korea Multicultural Awards, categoria Trot
- Palette Distinction attribuée en 2017, Korea Arts Awards, categoria Trot
- Palette Distinction attribuée en 2017, International K-Star Awards, categoria Trot
- Le prix de l'excellence en 2018, Gayo TV Music Awards
- Distinction attribuée en 2018, Proud Korean Awards
- Prix New Star 2020, MTN Broadcasting & Advertisement Festival